# Momčilo Raspopović
Momčilo Raspopović (czarn. cyr. Момчило Распоповић, ur. 18 marca 1994 w Podgoricy) – czarnogórski piłkarz, grający na pozycji prawego obrońcy w chorwackim klubie HNK Gorica oraz reprezentacji Czarnogóry.